# Cerbère
Cerbère is een gemeente in het Franse kanton La Côte Vermeille dat behoort tot het departement Pyrénées-Orientales (regio Occitanie). De plaats maakt deel uit van het arrondissement Céret. Cerbère telde op 1 januari 2022 1.213 inwoners.
De plaats is bekend door het grensstation aan Franse zijde op de spoorlijn Perpignan - Barcelona. Doordat Frankrijk en Spanje verschillende spoorwijdten hebben, zijn de grensstations Cerbère en Portbou belangrijke overstappunten.

## Geografie
De oppervlakte van Cerbère bedroeg op 1 januari 2022 8,18 vierkante kilometer; de bevolkingsdichtheid was toen 148,3 inwoners per km².

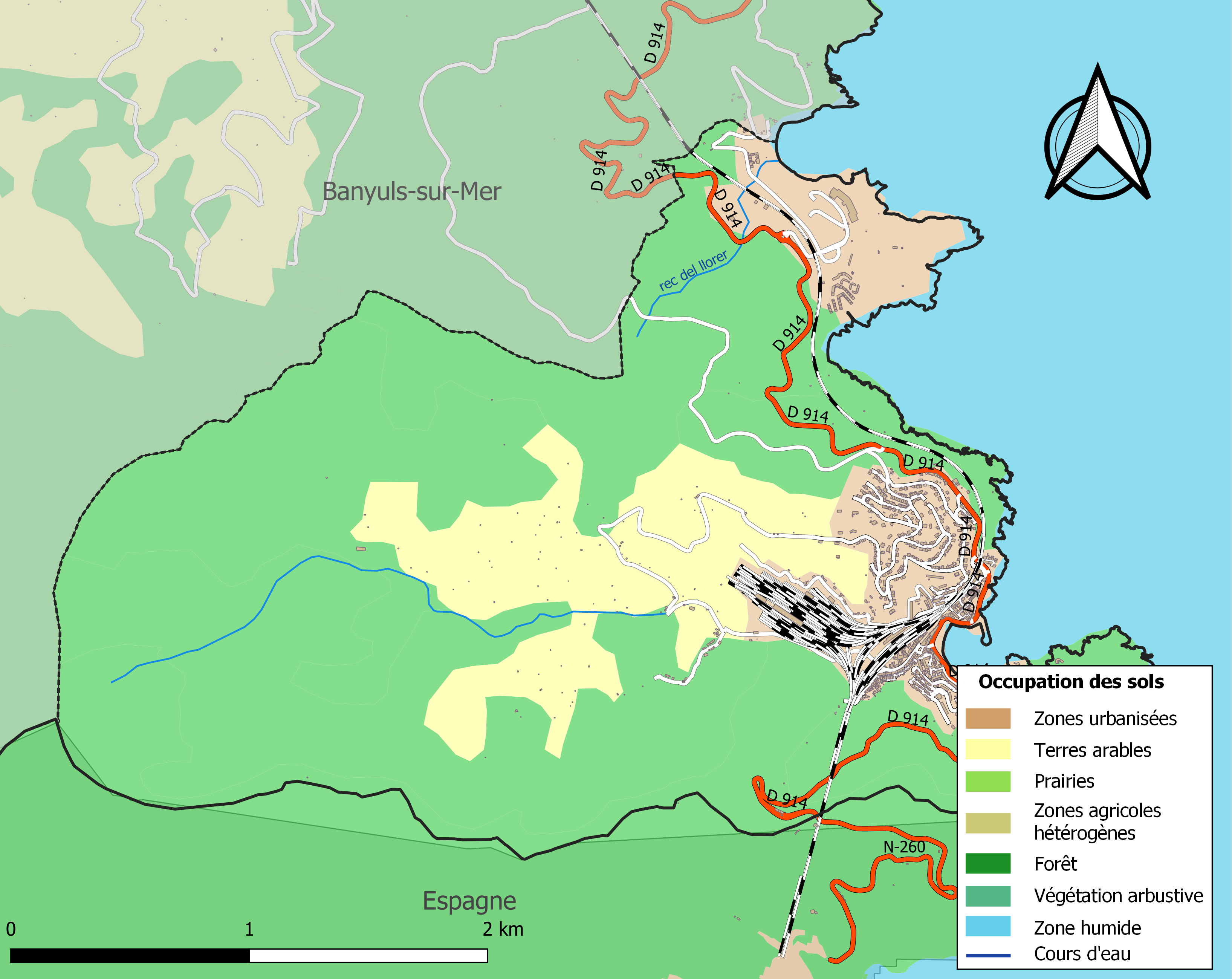
Kaart van de gemeente met de belangrijkste infrastructuur, bodemgebruik en omliggende gemeenten

## Demografie
Onderstaande figuur toont het verloop van het inwonertal (bron: INSEE-tellingen).